# Adalvard le Jeune
Adalvard le Jeune est un évêque d'origine allemande envoyé en Suède et qui devint évêque de Sigtuna dans les années 1060.

## Biographie
Il tenta de convaincre le roi Stenkil de Suède de fermer le temple d'Uppsala (un temple païen). Devant son échec, il fuit vers le Västergötland où il devint évêque de Skara après la mort d'Adalvard l'Ancien. Il retourna finalement à Brême en 1069, et devint la principale source d'Adam de Brême sur la Suède.

## Sources
- Histoire des archevêques de Hambourg, suivie d'une Description des îles du Nord, texte traduit du latin, annoté et présenté par J-B Brunet-Jailly. Gallimard, collection l'Aube des peuples Paris, 1998  (ISBN 978-2-07-074464-0). Livre III,76,77 ; Livre IV,29,30 ;  & Scolies, 94,123,136,142.